# 2011 w nauce
Rok 2011 przyniósł wiele znaczących wydarzeń naukowych, w tym pierwszy przeszczep sztucznego organu, uruchomienie pierwszej chińskiej stacji kosmicznej oraz wzrost liczby ludności świata do 7 miliardów. Miało miejsce łącznie 78 udanych orbitalnych lotów kosmicznych, a także istotny postęp naukowy w takich dziedzinach jak: elektronika, medycyna, genetyka, klimatologia i robotyka.
Rok 2011 został ogłoszony przez ONZ Międzynarodowym Rokiem Lasów i Chemii.

## Nagrody Nobla
- Fizyka – Saul Perlmutter, Brian Schmidt, Adam Riess
- Chemia – Dan Szechtman
- Medycyna – Bruce Beutler, Jules Hoffmann, Ralph Steinman